# Dufourea josefi
Dufourea josefi är en biart som beskrevs av Ebmer 1993. Dufourea josefi ingår i släktet solbin, och familjen vägbin. Inga underarter finns listade i Catalogue of Life.